# Arcidiecéze Monrovia
Arcidiecéze Monrovia je arcidiecéze římskokatolické církve, nacházející se v Libérii.

## Stručná historie a současnost
Dne 18. dubna 1903 byla vytvořena apoštolská prefektura v Libérii, z části území apoštolského vikariátu v Sierra Leone.
O 31 let později 9. dubna 1934 byla prefektura povýšena na apoštolský vikariát se stejným názvem, bulou papeže Pia XI. Quae magis christiano.
Poté dne 2. února 1950 byl vikariát přejmenován na Monrovia a z části jeho území byla vytvořena apoštolská prefektura Cape Palmas.
Dne 19. prosince 1981 byl vikariát povýšen papežskou bula papeže Jana Pavla II.
Patet Ecclesiae na metropolitní arcidiecézi a dne 17. listopadu 1986 byla z další části území ustanovena diecéze Gbarnga.
Její sufragánní diecéze jsou Cape Palmas a Gbarnga, a hlavním chrámem je Katedrála Nejsvětějšího srdce.
K roku 2007 měla arcidiecéze 139 210 věřících, 23 diecézních knězů, 10 řeholních knězů, 22 řeholníků, 28 řeholnic a 31 farností.

## Seznam prefektů, vikářů a arcibiskupů
- Giovanni Ogé, S.M.A. (1911 - 1931)
- John Collins, S.M.A. (1932 - 1960)
- Francis Carroll, S.M.A. (1960 - 1976)
- Michael Kpakala Francis (1976 - 2011)
- Lewis Zeigler (od 2011)